# Robin Olsen
Robin Patrick Olsen (Malmö, 1990. január 8. –) svéd válogatott labdarúgó, a Malmö játékosa.

## Sikerei, díjai

### Klubcsapatokkal
- Malmö FF
  - Svéd bajnok: 2013, 2014
  - Svéd szuperkupa: 2013, 2014

- FC København
  - Dán bajnok: 2015-16, 2016-17
  - Dán kupa: 2015-16, 2016-17

### Egyéni
- Allsvenskan – Az év svéd kapusa: 2014
- Fotbollsgalan – Az év svéd kapusa: 2016, 2017, 2018, 2019